# Heliotropium jaffuelii
Heliotropium jaffuelii är en strävbladig växtart som beskrevs av Ivan Murray Johnston. Heliotropium jaffuelii ingår i Heliotropsläktet som ingår i familjen strävbladiga växter. Inga underarter finns listade i Catalogue of Life.